# Centraal-Bunun
Centraal-Bunun, ook wel Takbanuao, Takivataans of Takevataans, is een dialect van het Bunun, een Bununtaal. Dit dialect wordt zoals andere Bunundialecten gesproken in de hoogtezone tussen 1 000 en 2 000 m in het Aziatische land Taiwan door de Bunun (volksstam).

## Classificatie
- Austronesische talen
  - Bununtalen
    - Bunun
      - Centraal Bunun

Centraal-Bunun · Noord-Bunun · Randai · Shibukun · Takopulaans · Tondai · Zuid-Bunun